# Mine d'antimoine de Dahu
La mine d'antimoine de Dahu à Lubilhac a été exploitée dès le XVIIe siècle dans la  commune française de Lubilhac, située dans le département de la Haute-Loire en région Auvergne-Rhône-Alpes.

## Histoire
La mine d'antimoine de Dahu à Lubilhac détenait des gisements de Stibine, Pyrite, et Sphalérite. Ces gisements  ont fait l’objet de travaux parfois profonds par les Gallo-Romains à la recherche d’argent.
En 1640, la mine de Dahu était déjà exploitée. Entre 1780 et 1810, les géologues régionaux identifièrent les principaux filons et en 1850, l'intérêt pour l'antimoine se développa avec l’essor de l’industrie mécanique. 
À la suite de travaux miniers de la fin du XIXe siècle (1881/1907), la production a atteint 180 tonnes de Stibine extraites. Des travaux du BRGM y ont été effectués sous forme de sondages.